# Rosolini
Rosolini är en italiensk stad och kommun i kommunala konsortiet Siracusa, innan 2015 provinsen Siracusa, på östra Sicilien. Staden ligger 200 km sydöst om Palermo och 40 km sydväst om Syrakusa. Rosolini gränsar till kommunerna Ispica, Modica, Noto och Ragusa.